# Nana-Grébizi
Nana-Grébizi (tidigare Gribingui eller Gribingui-Économique) är en prefektur i Centralafrikanska republiken. Den ligger i den centrala delen av landet, 300 km norr om huvudstaden Bangui. Antalet invånare var 117 816 vid folkräkningen 2003. Arean är 19 996 kvadratkilometer. Nana-Grébizi gränsar till prefekturerna Bamingui-Bangoran, Ouaka, Kémo och Ouham-Fafa.
Nana-Grébizi delas sedan 2021 in i underprefekturerna:
- Kaga-Bandoro
- Mbrès
- Nana-Outa